# Mokré Lazce

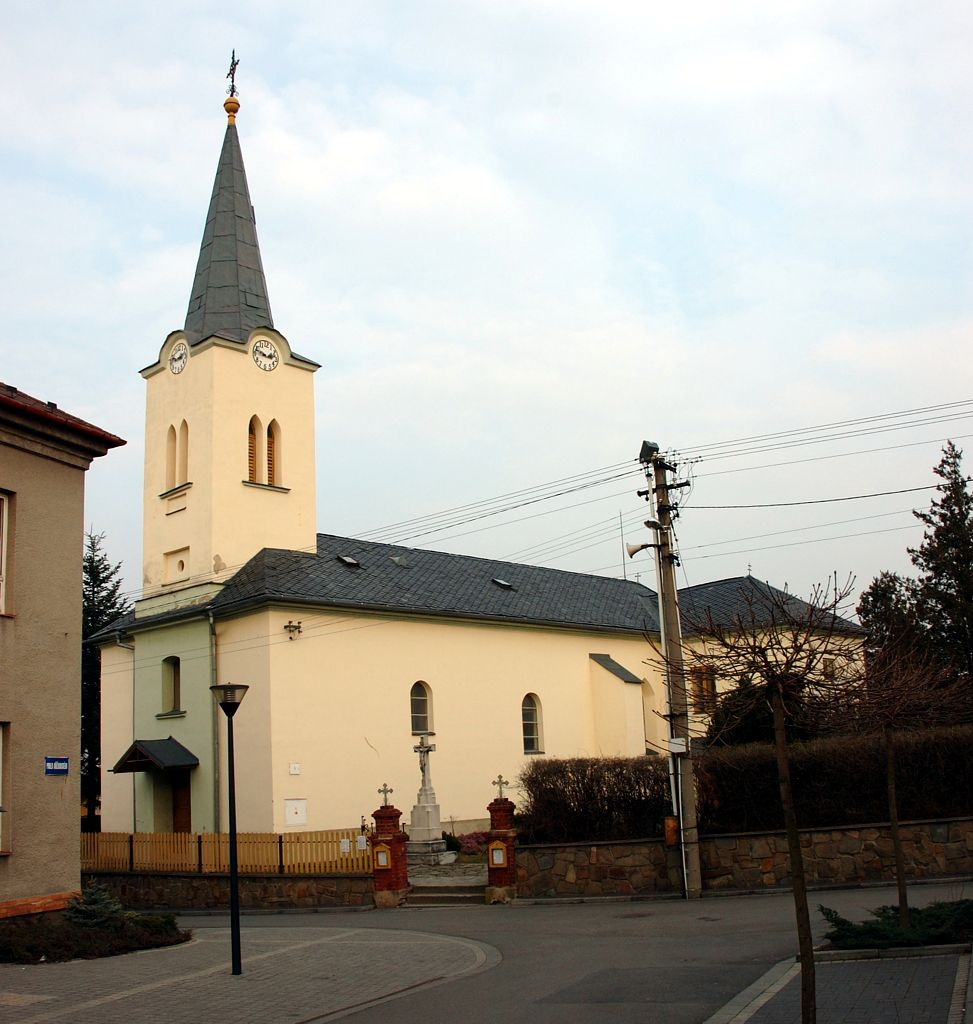
Kirche Johannes der Täufer

Mokré Lazce (deutsch Mokrolasetz) ist eine Gemeinde mit 1.095 Einwohnern  (28. August 2006)  in der Region Moravskoslezský kraj (Tschechien).

## Lage
Der Ort befindet sich an den Hängen des Niederen Gesenkes (Nízký Jeseník), nördlich des breiten Tales entlang des Oppa, 4 km südlich von Kravaře und 9 km südöstlich von Opava.

## Geschichte
Erstmals erwähnt wurde Mokrolasetz 1377 als Herrschaft der Herren von Krawarn.

## Söhne und Töchter der Gemeinde
- Vladimír Blucha (1931–2020), Historiker und Geograph

## Sehenswürdigkeiten
- Kirche Johannes der Täufer
- Kapelle der Hl. Anna